# Alessandro Pèpoli
Alessandro Ercole Pèpoli (* 1. Oktober 1757 in Venedig; † 12. Dezember 1796 in Florenz), italienischer Dichter, Librettist, Impresario und Verleger.

## Leben
Er begann seine Karriere als politischer Schriftsteller, mit seinem Saggio di libertà sopra vari punti (1783), einer Abhandlung über eine gemäßigt demokratische Regierung. Als „Rivale“ von Vittorio Alfieri (Virginia, 1783), versuchte er sich mit Ladislao (1796), einem neuen Theatergenre, der „fisedia“ oder dem „Lied an die Natur.“
Pèpoli schrieb auch Komödien, Rührstücke („drammi lacrimosi“), Opere buffe und Melodrammi (Meleager, 1785) sowie zahlreiche Tragödien, darunter die Vorlage (1788) zu Gaetano Donizettis Anna Bolena sowie das Libretto zu Giovanni Paisiellos I giuochi d'Agrigento (Uraufführung am 16. Mai 1792 im Teatro La Fenice).
Pèpoli verfügte als Schauspieler und Impresario in seinem Palazzo Cavalli in San Vidal über ein stillgelegtes Theater, das zwischen 1793 und 1795 restauriert wurde und in dem er verschiedene Dramen mit Musik aufführte.